# Hyalinarcha hyalina
Hyalinarcha hyalina är en fjärilsart som beskrevs av George Francis Hampson 1913. Hyalinarcha hyalina ingår i släktet Hyalinarcha och familjen Crambidae. Inga underarter finns listade i Catalogue of Life.